# Santa-Maria-Siché
Sainte-Marie-Siché redirige ici.
Santa-Maria-Siché est une commune française située dans la circonscription départementale de la Corse-du-Sud et le territoire de la collectivité de  Corse. On la nomme fréquemment Santa-Maria-d'Ornano. Le village appartient à la microrégion de l'Ornano dont il est historiquement le chef-lieu.

## Géographie

### Voies d'accès et transports

#### Transports
Le village est distant, par route, de :
- 28 km de l'aéroport d'Ajaccio-Napoléon-Bonaparte,
- 32 km du port de commerce d'Ajaccio,
- 31 km de la gare la plus proche, celle d'Ajaccio,
- 17 km de Petreto-Bicchisano,
- 26 km de Zicavo,
- 32 km d'Ajaccio,
- 39 km de Propriano.

## Urbanisme

### Typologie
Au 1er janvier 2024, Santa-Maria-Siché est catégorisée commune rurale à habitat dispersé, selon la nouvelle grille communale de densité à sept niveaux définie par l'Insee en 2022.
Elle est située hors unité urbaine. Par ailleurs la commune fait partie de l'aire d'attraction d'Ajaccio, dont elle est une commune de la couronne,. Cette aire, qui regroupe 79 communes, est catégorisée dans les aires de 50 000 à moins de 200 000 habitants,.

### Occupation des sols
L'occupation des sols de la commune, telle qu'elle ressort de la base de données européenne d’occupation biophysique des sols Corine Land Cover (CLC), est marquée par l'importance des forêts et milieux semi-naturels (82 % en 2018), une proportion sensiblement équivalente à celle de 1990 (83,4 %). La répartition détaillée en 2018 est la suivante : 
forêts (75,5 %), zones agricoles hétérogènes (14,6 %), espaces ouverts, sans ou avec peu de végétation (6,5 %), zones urbanisées (3,4 %). L'évolution de l’occupation des sols de la commune et de ses infrastructures peut être observée sur les différentes représentations cartographiques du territoire : la carte de Cassini (XVIIIe siècle), la carte d'état-major (1820-1866) et les cartes ou photos aériennes de l'IGN pour la période actuelle (1950 à aujourd'hui).

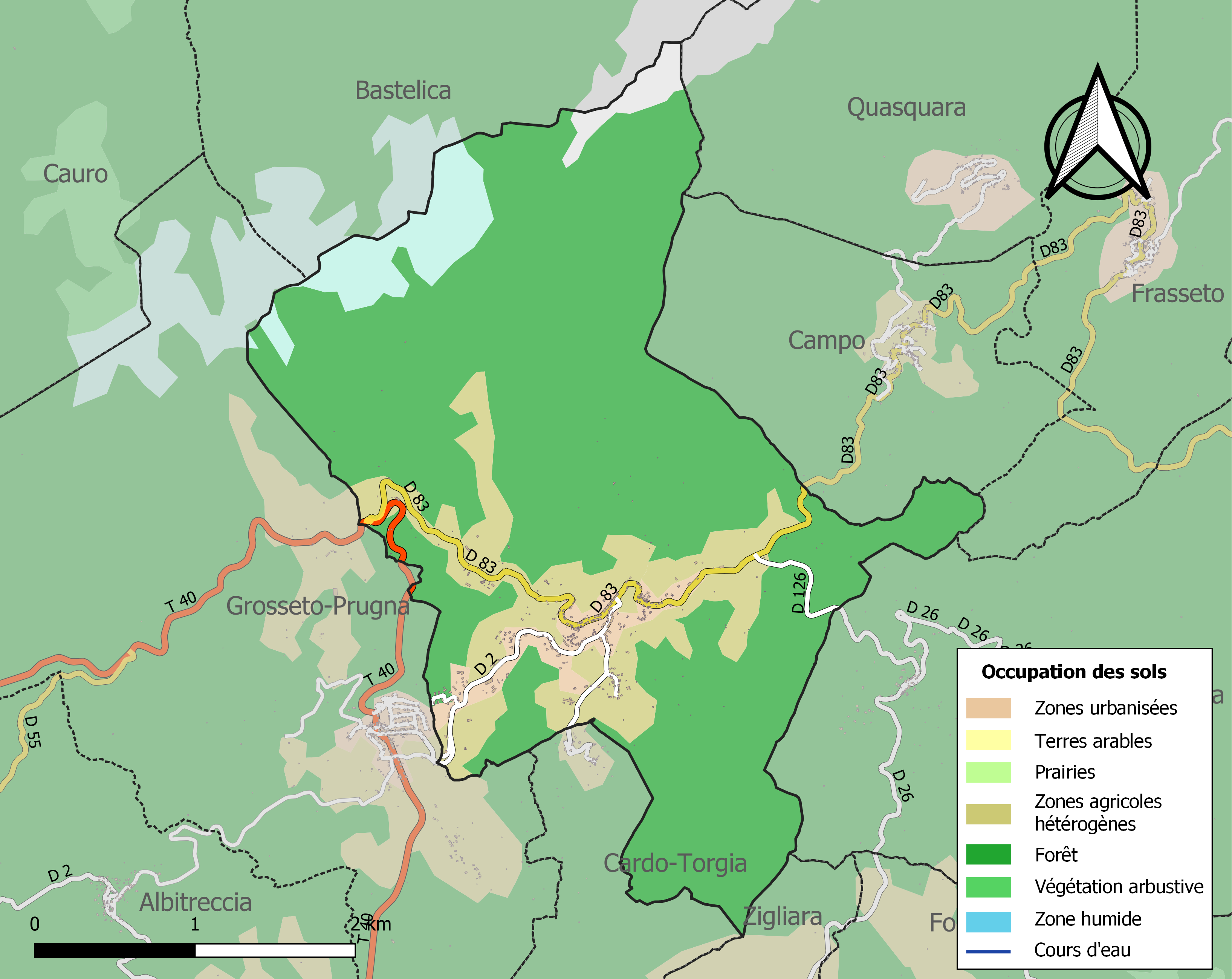
Carte des infrastructures et de l'occupation des sols de la commune en 2018 (CLC).

## Politique et administration
| Période                                  | Période  | Identité                   | Étiquette                   | Qualité                     |
| ---------------------------------------- | -------- | -------------------------- | --------------------------- | --------------------------- |
| 2020                                     | 2026     | Guillaume GUGLIELMI        | DVG                         | Maire                       |
| 1924                                     | 1940     | François Tollinchi         | DVD et droite non gaulliste | Maire et conseiller général |
| 1945                                     | 1954     | Inconnu                    | PCF                         | Maire                       |
| 1954                                     | 1964     | Dominique Tollinchi        | DVD et droite non gaulliste | Maire et conseiller général |
| 1964                                     | 1989     | Pierre-Paul d'Ornano       | DVD locale                  | Maire                       |
| avant 1995                               | En cours | François-Dominique Pelloni | PRG                         | Maire                       |
| Les données manquantes sont à compléter. |          |                            |                             |                             |

## Démographie
L'évolution du nombre d'habitants est connue à travers les recensements de la population effectués dans la commune depuis 1800. Pour les communes de moins de 10 000 habitants, une enquête de recensement portant sur toute la population est réalisée tous les cinq ans, les populations de référence des années intermédiaires étant quant à elles estimées par interpolation ou extrapolation. Pour la commune, le premier recensement exhaustif entrant dans le cadre du nouveau dispositif a été réalisé en 2005.

En 2022, la commune comptait 371 habitants, en évolution de −15,87 % par rapport à 2016 (Corse-du-Sud : +7,61 %, France hors Mayotte : +2,11 %).
| 1800 | 1806 | 1821 | 1831 | 1836 | 1841 | 1846 | 1851 | 1856 |
| ---- | ---- | ---- | ---- | ---- | ---- | ---- | ---- | ---- |
| 437  | 513  | 498  | 520  | 500  | 552  | 560  | 603  | 600  |

| 1861 | 1866 | 1872 | 1876 | 1881 | 1886 | 1891 | 1896 | 1901 |
| ---- | ---- | ---- | ---- | ---- | ---- | ---- | ---- | ---- |
| 574  | 607  | 656  | 694  | 744  | 783  | 810  | 785  | 890  |

| 1906 | 1911 | 1921 | 1926 | 1931  | 1936  | 1946 | 1954 | 1962 |
| ---- | ---- | ---- | ---- | ----- | ----- | ---- | ---- | ---- |
| 920  | 937  | 772  | 800  | 1 007 | 1 155 | 607  | 726  | 493  |

| 1968 | 1975 | 1982 | 1990 | 1999 | 2005 | 2006 | 2010 | 2015 |
| ---- | ---- | ---- | ---- | ---- | ---- | ---- | ---- | ---- |
| 537  | 461  | 439  | 355  | 357  | 361  | 362  | 442  | 440  |

| 2020 | 2022 | - | - | - | - | - | - | - |
| ---- | ---- | - | - | - | - | - | - | - |
| 387  | 371  | - | - | - | - | - | - | - |

## Lieux et monuments
En corse la commune se nomme Santa Marìa d'Urnanu, prononcé [ˌsɑ̃ŋ.ta ma.ˌri.a dur.ˈna.nu].
- Église Sainte-Marie de Santa-Maria-Siché.
- Chapelle Sainte-Lucie de Santa-Maria-Siche.
- Chapelle de Siché.